# Adhesiu (substància)

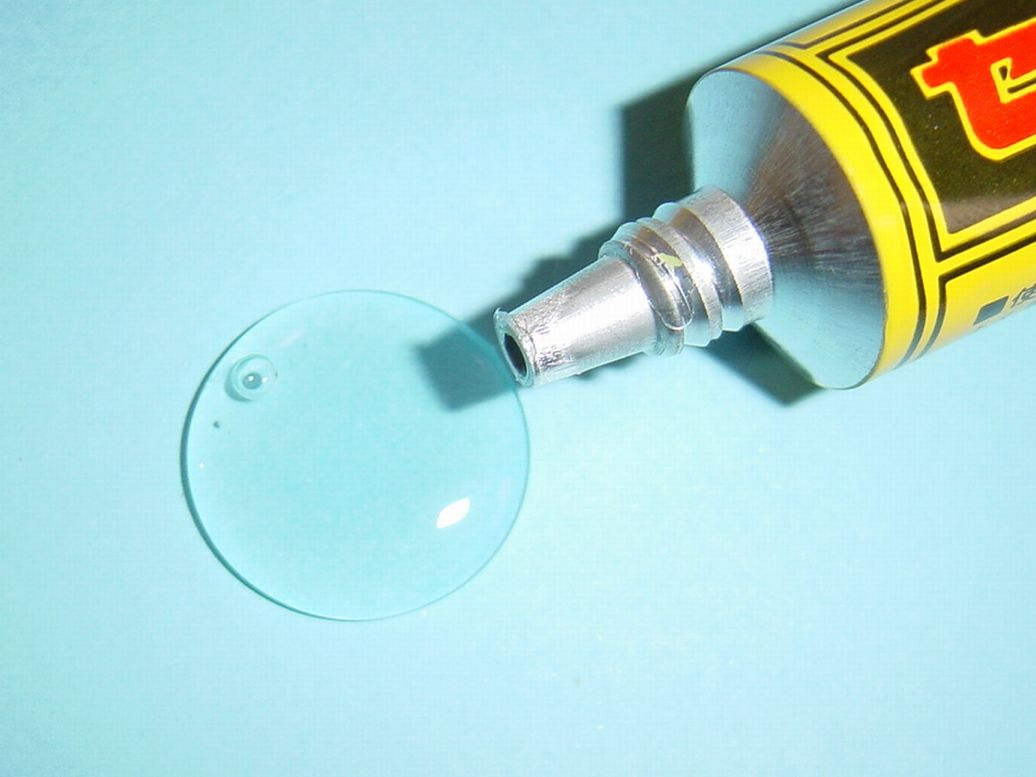
Adhesiu de nitrocel·lulosa distribuït a partir d'un tub

Un adhesiu és una substància que pot mantenir units dos o més cossos per contacte superficial. La seva importància en la indústria moderna és considerable. Encara que l'adherència pot obeir a diversos mecanismes de naturalesa física i química, com ho són el magnetisme o les forces electroestàtiques, des del punt de vista tecnològic els adhesius són els integrants del grup de productes, naturals o sintètics, que permeten d'obtenir una fixació de caràcter mecànic. és qualsevol substància no metàl·lica aplicada a una o ambdues superfícies de dos elements separats que les uneix i resisteix a la seva separació.
L'ús d'adhesius ofereix molts avantatges respecte a tècniques d'enquadernació com cosir, fixació mecànica, unió tèrmica, etc. Aquests inclouen la capacitat d'unir diferents materials entre si, per distribuir-los. la tensió de manera més eficient a través de l'articulació, la rendibilitat d'un procés fàcilment mecanitzable, una millora del disseny estètic i una major flexibilitat del disseny. Els desavantatges de l'ús d'adhesius inclouen disminuir l'estabilitat a temperatures altes, debilitat relativa en unir objectes grossos amb una superfície d'enllaç petita i una major dificultat per separar objectes durant les proves.

## Història[4]

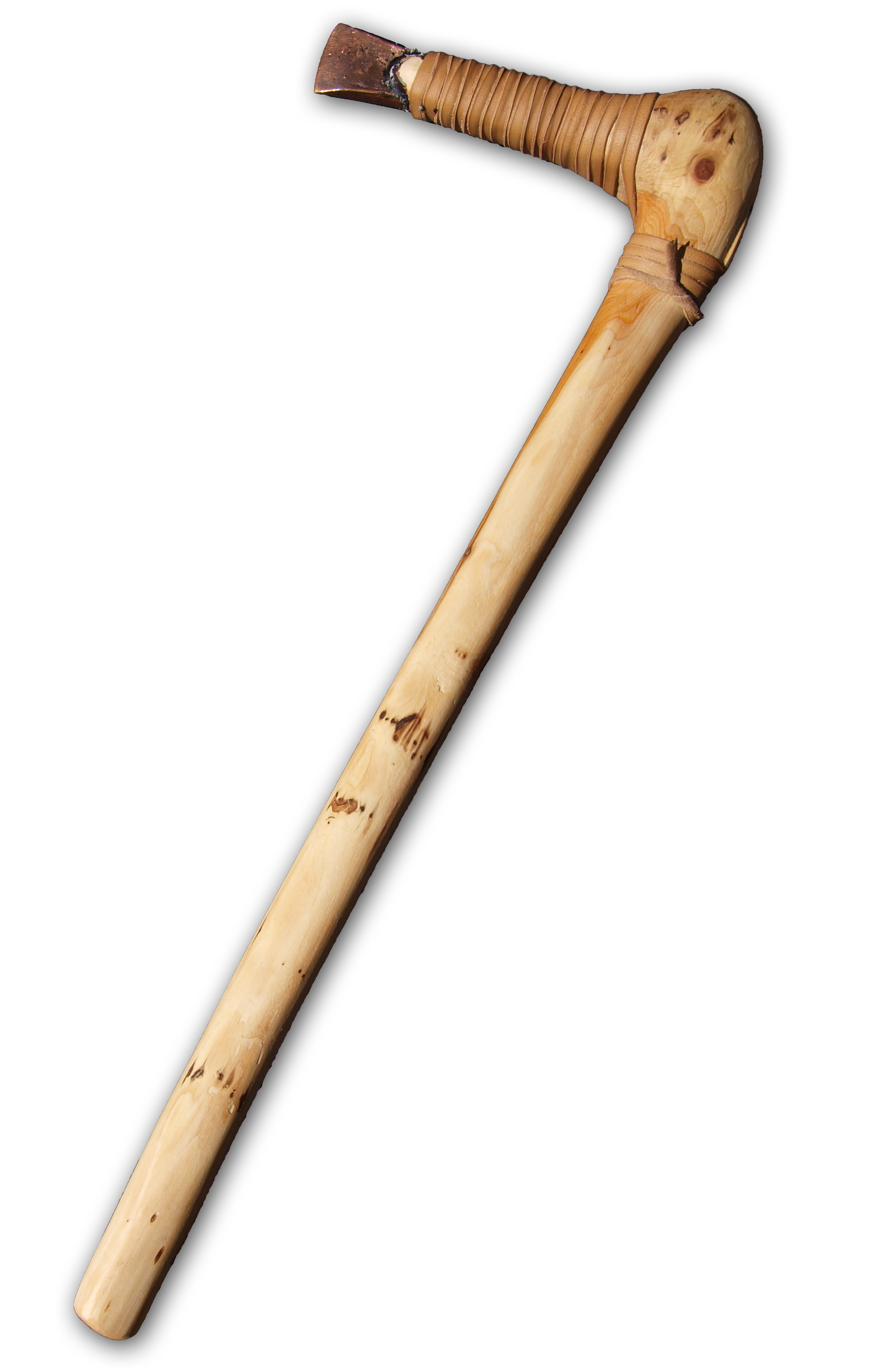
vertical] Una reconstrucció de la destral d'Ötzi, que feia servir la brea com a adhesiu

El primer ús conegut dels adhesius es va descobrir a la Itàlia central quan es van trobar dos flocs de pedra parcialment coberts amb escorça de bedoll i quitrà i una tercera pedra descoberta de l'època del Plistocè Mitjà (fa aproximadament 200.000 anys). Es creu que és l'ús humà més antic de les pedres de quitrà.
L'adhesiu d'una escorça de bedoll és un adhesiu senzill d'un sol component. Un estudi del 2019 va demostrar que la producció de quitrà de bedoll pot ser un procés molt senzill, només implicant la crema de l'escorça de bedoll a prop de superfícies verticals llises en condicions a l'aire lliure. Tot i que són prou adhesius, els adhesius vegetals són trencadissos i vulnerables a les condicions ambientals. El primer ús d'adhesius compostos es va descobrir a Sibudu, Sud-àfrica. Aquí, es van descobrir segments de pedra de 70.000 anys d'antiguitat que es van inserir en els hafts de la destral coberts amb un adhesiu compost per geniva vegetal i ocre vermell (òxid de ferro natural) ja que l'afecció d'ocre a la geniva vegetal produeix un producte més fort i protegeix la geniva de la desintegració en condicions humides. La capacitat de produir adhesius més forts va permetre als humans de l'edat mitjana de pedra unir segments de pedra a pals en majors variacions, que va provocar el desenvolupament de noves eines.
S'han trobat exemples més recents d'ús adhesiu per part de l'home prehistòric als llocs d'enterrament d'antigues tribus. Els arqueòlegs que estudien els llocs van comprovar que fa aproximadament 6.000 anys que els tribus havien enterrat els seus morts juntament amb el menjar que es trobava en testos d'argila trencats reparats amb resines d'arbres. Una altra investigació d'arqueòlegs va descobrir l'ús de ciment bituminós per fixar els globus oculars d'ivori a les estàtues dels temples babilònics datats aproximadament al 4.000 aC.
L'any 2000, un document va revelar el descobriment d'un home de 5.200 anys sobrenomenat "Tirol Iceman" o "Ötzi", que es va conservar en una glacera prop de la frontera entre Àustria i Itàlia. Es van trobar amb ell diverses de les seves pertinences, incloent-hi dues fletxes amb puntes de fletxa de sílex i un ganxet de coure, cadascuna amb evidència de cola orgànica utilitzada per connectar la pedra o les parts metàl·liques amb els eixos de fusta. La cola es va analitzar com a pas, que requereix l'escalfament del quitrà durant la seva producció. La recuperació d'aquest quitrà requereix una transformació de l'escorça de bedoll mitjançant la calor, en un procés conegut com a piròlisi.
Les primeres referències a adhesius de la literatura van aparèixer per primera vegada el 2000 aproximadament aC. Es poden trobar registres històrics d'ús adhesiu del període comprès entre el 1500 i el 1000 aC. Entre els artefactes d'aquest període s'inclouen pintures que representen operacions d'enganxat de fusta i un cofre fet de fusta i cola a la tomba de Tutankhamon. Altres artefactes egipcis antics utilitzen cola animal per a unió o laminació. Es creu que aquesta laminació de la fusta per a arcs i mobles ha allargat la seva vida i es va dur a terme mitjançant coles basades en caseïna (proteïna de la llet). Els antics egipcis també van desenvolupar pastes a base de midó per a la unió de papir a la roba i un guix de París - com un material fet de guix calcinat.
Des de l'1 fins al 500 dC, els grecs i romans van fer grans contribucions al desenvolupament d'adhesius. Es va desenvolupar la [xapa de fusta] i la [marqueteria], la producció de coles per a animals i peixos refinats i altres materials utilitzats. Les pastes a base d'ous s'utilitzaven per unir les fulles d'or que incorporaven diversos ingredients naturals com sang, os, pell, llet, formatge, verdures i grans. Els grecs van començar a utilitzar calç escorxada com a morter mentre que els romans van afavorir el desenvolupament del morter barrejant calç i sorra volcànica. Aquest material, conegut com a ciment pozzolanic, es va utilitzar en la construcció del Colosseu i el Panteó romans. Els romans també van ser els primers coneguts han utilitzat el quitrà i la cera d'abella com a segellant entre els taulons de fusta dels seus vaixells.

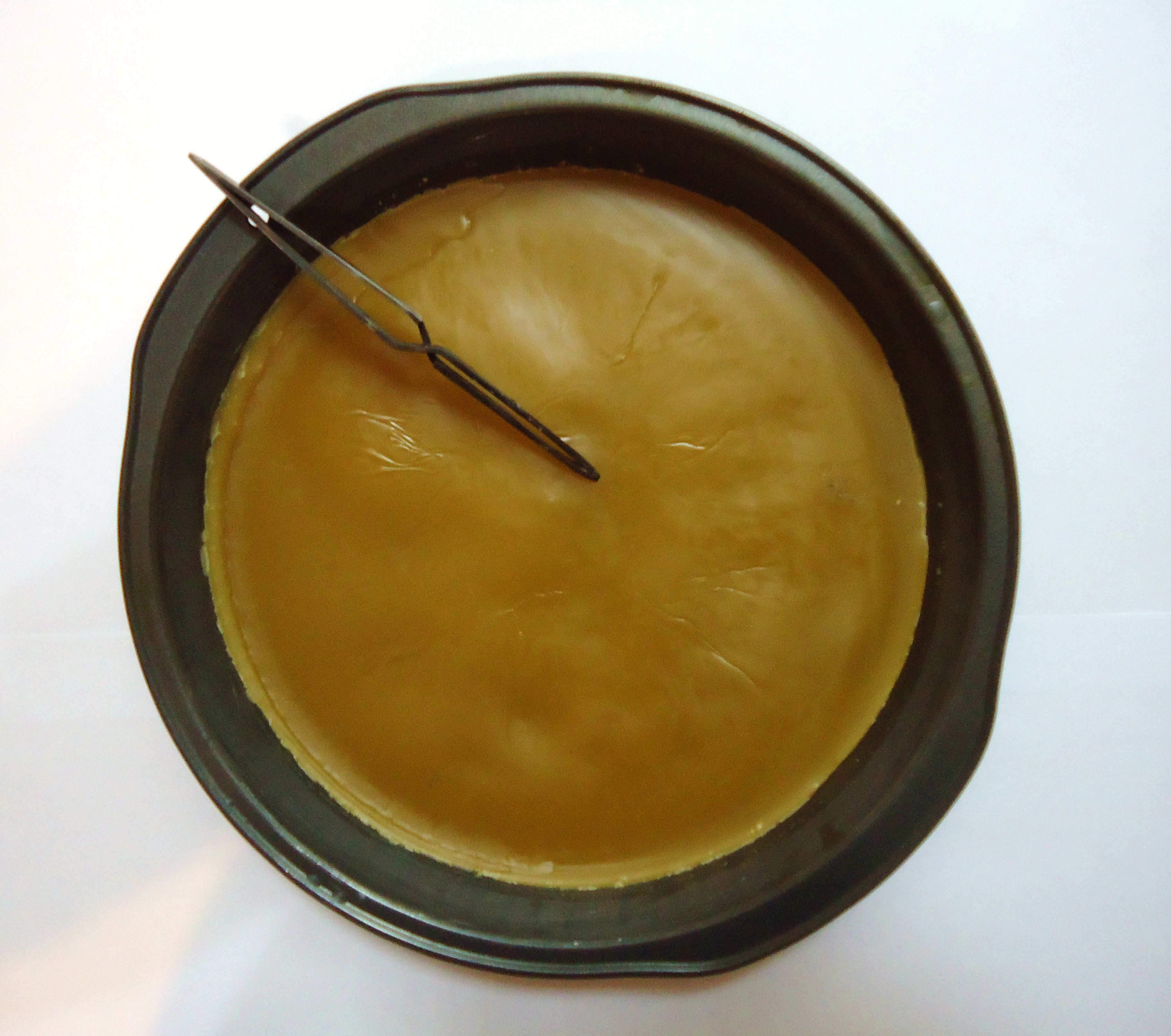
cera d'abella

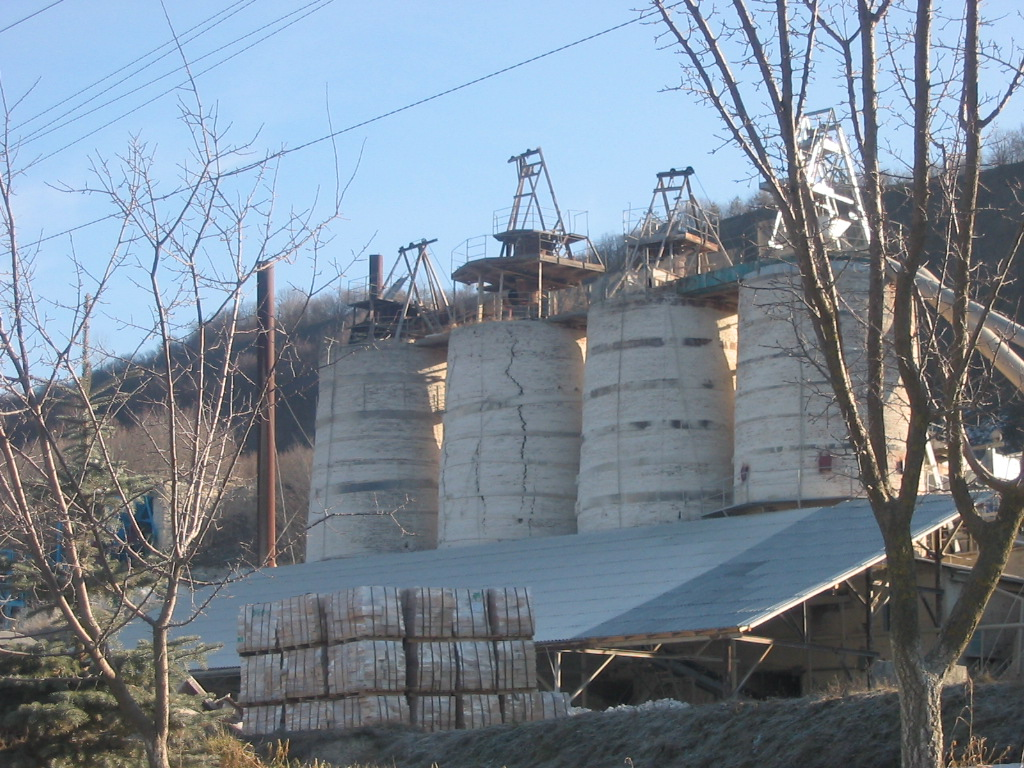
Fàbrica moderna de calç a Ucraïna

A l'Àsia central, l'auge dels mongols aproximadament l'any 1000 dC es pot atribuir parcialment al bon rang i poder dels arcs de les hordes de Genghis Khan. Aquests arcs van ser construïts amb fusta de llimoner laminada i banya de bou units amb un adhesiu desconegut.
A Europa, la cola va caure en desús fins al període 1500-1700 dC. En aquest moment, fabricants de mobles de renom mundial, com Thomas Chippendale i Duncan Phyfe van començar a utilitzar adhesius per a unir els seus productes.
El desenvolupament d'adhesius moderns es va iniciar el 1690 amb la fundació de la primera planta comercial de cola a Holanda. Aquesta planta produïa coles a partir de pells d'animals.

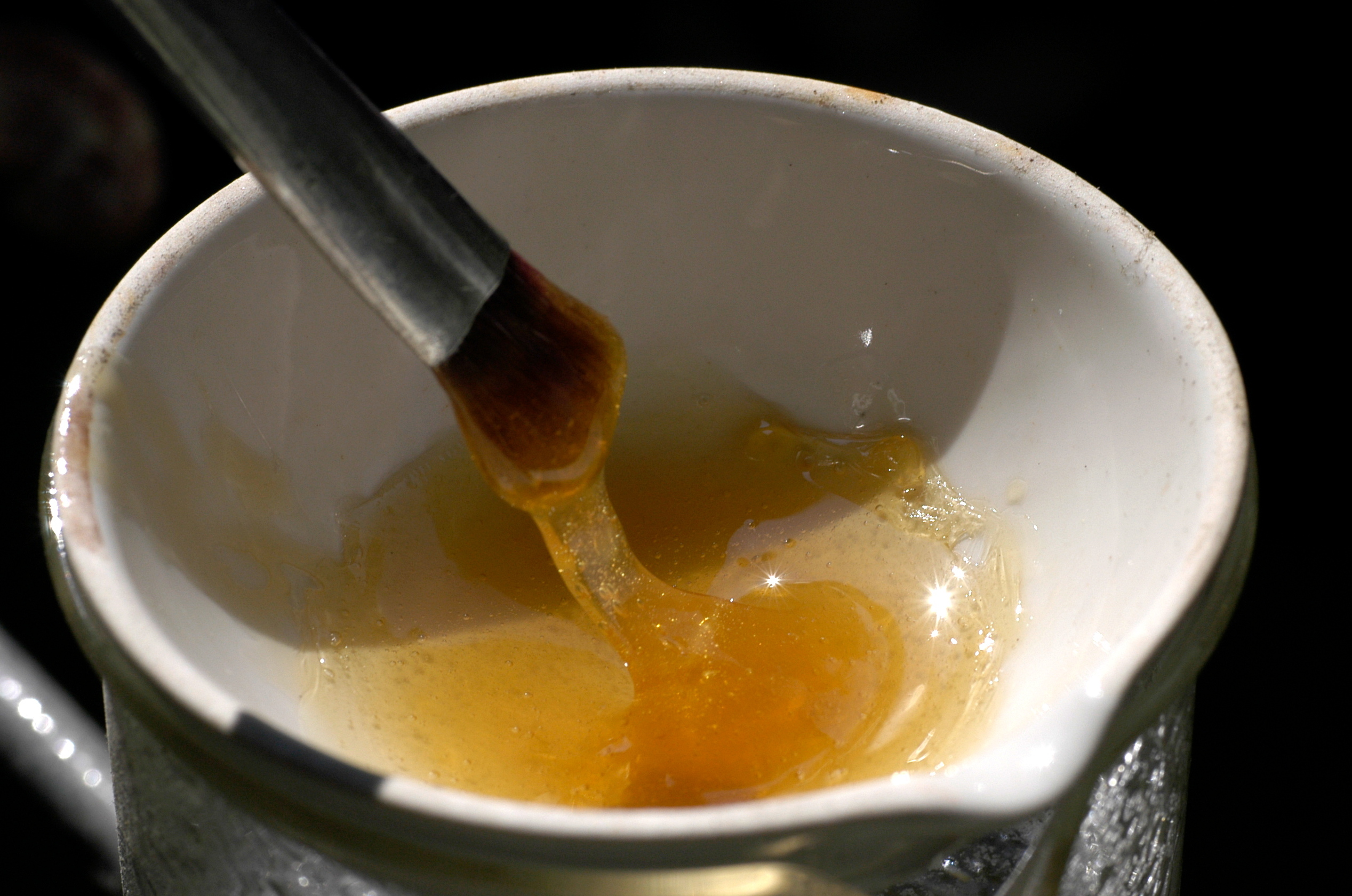
Cola animal líquida

El 1750 es va publicar la primera patent de cola britànica per a cola de peix. Les dècades següents del segle següent van ser testimonis de la fabricació de coles de caseïna en fàbriques alemanyes i suïsses. El 1876, la primera patent nord-americana (número 183.024) va ser emesa als germans Ross per la producció de cola de caseïna.

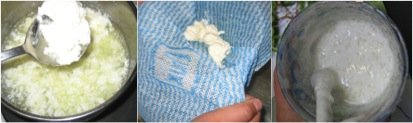
Preparació de cola de caseïna

Els primers segells postals nord-americans van utilitzar adhesius a base de midó quan es van publicar el 1847. La primera patent nord-americana (número 61.991) sobre adhesiu de dextrina (un derivat de midó) es va publicar el 1867.
El cautxú natural es va utilitzar per material per als adhesius a partir del 1830. El 1862, es va publicar una patent britànica (número 3288) per a la xapa del metall amb llautó mitjançant electrodeposició per obtenir un enllaç més fort al cautxú. El desenvolupament de l'automòbil i la necessitat de muntatges de xoc de goma requereixen enllaços més forts i duradors de cautxú i metall. Això va impulsar el desenvolupament de cautxú ciclat tractat en àcids forts. Cap al 1927, aquest procés s'utilitzava per produir termoplàstics ciment de cautxú a base de dissolvents per a l'enllaç de metall a cautxú.
Els adhesius enganxosos basats en cautxú natural van ser usats per primer cop per Henry Day (Patent nord-americana 3.965) el 1845. Posteriorment es van utilitzar aquest tipus d'adhesius en teixits recolzats quirúrgics i cintes elèctriques Cap al 1925, va néixer la indústria de cintes sensibles a la pressió.
Avui, les sticky notes, cinta adhesiva i altres cintes són exemples de PSA (adhesius sensibles a la pressió).
Un pas clau en el desenvolupament dels plàstics sintètics va ser la introducció el 1910 d'un plàstic termoset conegut com a Bakelita fenòlica. En dos anys, resina fenòlica es va aplicar a la fusta contraplacada com a vernís. Al començament dels anys trenta, els fenòlics van adquirir importància com a resines adhesives.
La dècada de 1920, 1930 i 1940 van ser testimonis de grans avenços en el desenvolupament i producció de nous plàstics i resines a causa de la Primera i la Segona Guerra Mundial. Aquests avenços van millorar molt el desenvolupament d'adhesius en permetre l'ús de materials de nou desenvolupament que presentessin una gran varietat de propietats. Amb les necessitats canviants i la tecnologia en constant evolució, el desenvolupament de nous adhesius sintètics continua fins avui. Tot i així, a causa del seu baix cost, els adhesius naturals encara són més utilitzats. 

## Importància econòmica
En el decurs del temps i durant el seu desenvolupament, els adhesius han guanyat una posició estable en un nombre creixent de processos de producció. Al nostre entorn gairebé no hi ha cap producte que no contingui almenys un adhesiu, ja sigui l'etiqueta d'una ampolla de beguda, els recobriments de protecció dels automòbils o els perfils dels marcs de les finestres. Els investigadors del mercat preveuen una facturació de gairebé 50.000 milions de dòlars americans per al mercat mundial d'adhesius el 2019. En particular, el desenvolupament econòmic de països emergents com la Xina, l'Índia, Rússia i Brasil provocarà una creixent demanda d'adhesius en el futur.

## Tipus

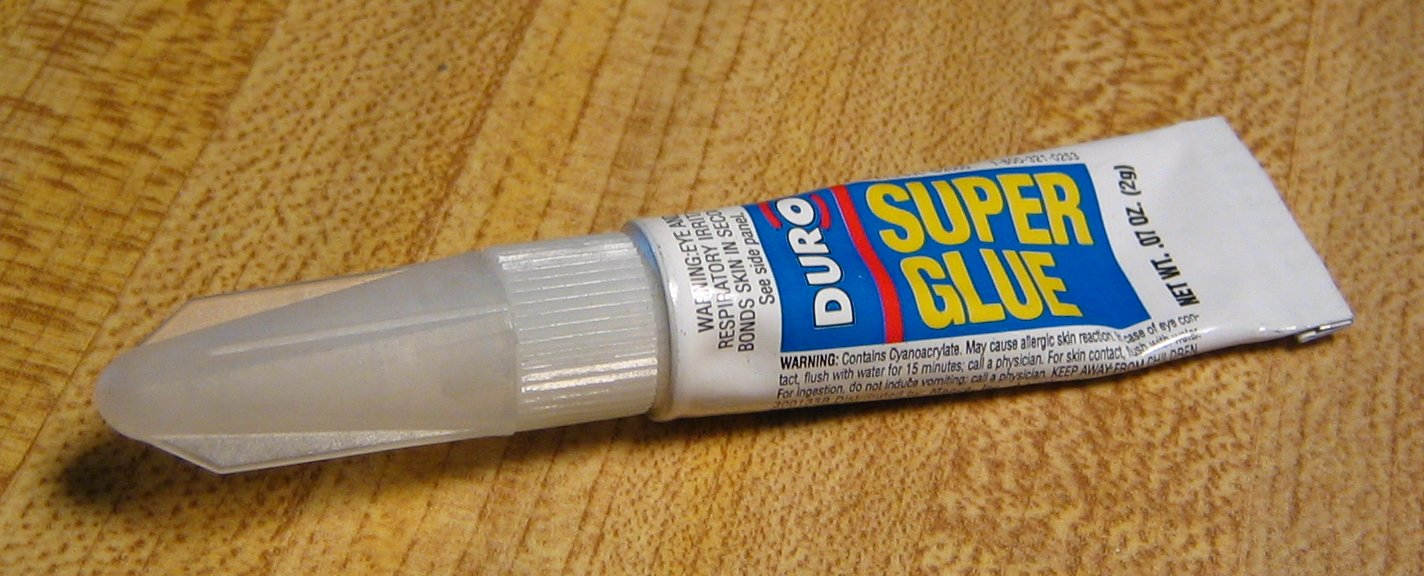
Cola de cianoacrilat

Els adhesius normalment s'organitzen. pel mètode d'adhesió. A continuació, s'organitzen en adhesius reactius i no reactius, que fa referència a si l'adhesiu reacciona químicament per tal d'endurir-se. Alternativament, es poden organitzar si el material brut és d'origen natural o sintètic, o bé per la seva fase inicial fase física.

## Tipus per origen
Es poden trobar adhesius de manera natural o produir-los de forma sintètica. El primer ús humà de substàncies similars a l'adhesiu va ser aproximadament de fa 200.000 anys, quan els neandertals produïen quitrà a partir de la destil·lació seca de l'escorça de bedoll per utilitzar-los en eines de pedra de lligall a les nanses de fusta. Les primeres referències als adhesius a la literatura va aparèixer per primera vegada el 2000 aproximadament aC. Els grecs i els romans van fer grans contribucions al desenvolupament d'adhesius. A Europa, la cola no va ser àmpliament utilitzada fins al període 1500-1700 dC. A partir d'aleshores i fins a la dècada del 1900, els increments d'ús i descobriment dels adhesius van ser relativament progressius. Només des del segle passat el desenvolupament d'adhesius sintètics s'ha accelerat ràpidament, i la innovació en el camp continua fins als nostres dies.

### Natural
Els adhesius naturals es fabriquen a partir de fonts orgàniques com ara midó (dextrina), resines naturals o animals (per exemple, la proteïna de la llet (caseïna) i cola animal base de pells d'animals). Se solen anomenar bioadhesius.
Un exemple és una pasta senzilla elaborada cuinant farina en aigua. Els adhesius a base de midó s'utilitzen en la fabricació de cartró ondulat i bosses de paper, enrotllament de tubs de paper i adhesiu de paper pintat. La cola de caseïna s'utilitza principalment per adherir etiquetes d'ampolles de vidre. Les coles animals han estat utilitzades tradicionalment en enquadernació, unió de fusta i moltes altres materials, però ara es substitueixen en gran manera per coles sintètiques, excepte en aplicacions especialitzades com la producció i reparació d'instruments de corda. L'àlbum elaborat amb el component proteic de la sang s'ha utilitzat a la indústria contraxapat. Masonite, un tauler de fusta, es va unir originalment amb fusta natural lignina, un polímer orgànic, encara que la majoria de taulers de partícules moderns com per exemple el MDF utilitzen resines de termo-segellament sintètic..

### Sintètic
Els adhesius sintètics es basen en elastòmers, termoplàstics, emulsions o plàstics termoestables. Exemples d'adhesius termoestables són: epoxy, poliuretà, cianoacrilat i resina acrílica. El primer adhesiu sintètic produït comercialment va ser Karlsons Klister als anys vint. La goma d'enganxar termofusible, per exemple, és prou eficaç amb la majoria dels materials, entre aquests els metalls. Serveix per unir metalls que no poden escalfar-se ni partir esforços de tracció.

## Cola de contacte
Article principal: Cola de neoprè
Els "adhesius de contacte" s'utilitzen en enllaços forts amb una alta resistència al tall com els laminat s, com ara unir  Formica a un taulell de fusta i en calçat, com per fixar les mitges-soles a la part superior. Entre els adhesius de contacte que s'utilitzen habitualment hi ha el cautxú i el policloroprè (Neoprè). Tots dos elastòmers sofreixen una cristal·lització.
Els adhesius de contacte s'han d'aplicar a les dues superfícies i deixar que s'assequin un temps abans que les dues superfícies s'uneixin juntes. Alguns adhesius de contacte requereixen fins a 24 hores per assecar-se abans de mantenir les superfícies juntes. Un cop les superfícies s'uneixen, l'enllaç es forma molt ràpidament. Normalment no cal aplicar pressió durant molt de temps, de manera que hi ha menys necessitat de serjants o premses.

## Cola de poliuretà
El poliuretà es pot utilitzar com a adhesiu, especialment com a cola per treballar la fusta. El seu principal avantatge respecte a les coles de fusta més tradicionals és la seva resistència a l'aigua. Es va introduir al mercat nord-americà general als anys noranta com a Gorilla Glue i Excel, però havia estat disponible a Europa molt abans. El poliuretà és la base d'alguns adhesius de construcció en format de tub de calafatatge.
En el camí cap a una nova i millor cola per als enquadernadors, es va introduir per primera vegada un nou sistema adhesiu el 1985. La base d'aquest sistema és el polièter o el polièster, mentre que el poliuretà (PUR) s'utilitza com a prepolímer. Les seves característiques especials són la coagulació a temperatura ambient i la resistència a la humitat.

### Primera generació (1988)
- Baixa solidesa inicial
- Alta viscositat
- Temps de curació > 3 dies

### Segona generació (1996)
- Baixa solidesa inicial
- Alta viscositat
- Temps de curació < 3 dies

### Tercera generació (2000)
- Bona solidesa inicial
- Baixa viscositat
- Temps de curació entre 6 i 16 hores
- Quarta generació (present)
- Bona solidesa inicial
- Molt baixa viscositat

Es va aconseguir la curació en pocs segons mitjançant els sistemes de doble nucli

### Avantatges de la cola de poliuretà en la indústria de l'enquadernació
La "cola PUR" és significativament millor que la cola en calent o la cola freda. Per raó de la manca d'humitat de la cola, els papers amb direcció contrària del gra es poden processar sense problemes. Fins i tot el paper imprès i supercalendrat es pot enquadernar sense problemes. És la cola més econòmica, amb un gruix teòric d'aplicació de 0,01 mm. No obstant això, en un ús real, no és pràctic aplicar menys de 0,03 mm. La cola PUR és extremadament resistent a la intempèrie i estable a temperatures d'entre -40° C i 100° C.

## Aplicació
Els aplicadors de diferents adhesius es dissenyen segons l'adhesiu que s'utilitzi i la mida de la zona on s'aplicarà l'adhesiu. L'adhesiu s'aplica sobre un o tots dos materials que s'estan enganxant. Les peces s'alineen i s'afegeix pressió per contribuir a l'adhesió i eliminar el lligam de les bombolles d'aire.
Les maneres habituals d'aplicar un adhesiu inclouen raspalls, corrons, utilitzar pel·lícules, pistoles de polvorització i pistoles aplicadores (per exemple, caulk gun). Totes aquests sistemes es poden utilitzar manualment o automatitzats com a part d'una màquina.

## Mecanismes d'adhesió
Perquè un adhesiu sigui eficaç, ha de tenir tres propietats principals. Ha de poder mullar el substrat. Després de l'aplicació ha d'augmentar la força i finalment ha de ser capaç de transmetre la càrrega entre les dues superfícies / substrats que s'adhereixen. L'adhesió, l'enganxament entre adhesiu i substrat es pot produir ja sigui per mitjans mecànics, en els quals l'adhesiu s'obriria en petits porus del substrat, o per un dels diversos mecanismes químics. La força d'adhesió depèn de molts factors, inclòs el mitjà pel qual es produeix.
En alguns casos, es produeix un enllaç químic real entre adhesiu i substrat. En d'altres, les forces electroestàtiques, com en l'electricitat estàtica, mantenen les substàncies juntes. Un tercer mecanisme implica les forces de van der Waals que es desenvolupen entre molècules. Un quart mitjà consisteix en la difusió de la cola ajudada per la humitat al substrat, seguida de l'enduriment.

## Mètodes per millorar l'adhesió
La qualitat de l'enllaç de l'adhesiu depèn fortament de la capacitat de l'adhesiu de tapar eficientment (mullar) la zona del substrat. Això succeeix quan la energia superficial del substrat és més gran que l'energia superficial de l'adhesiu. Tot i això, els adhesius d'alta resistència tenen una elevada energia superficial. Així, la seva aplicació és problemàtica per a materials de baixa energia com polímer s. Per solucionar aquest problema, es pot utilitzar un tractament superficial per augmentar l'energia superficial com a pas de preparació abans de l'enllaç adhesiu. És important tenir en compte que la preparació de superfícies proporciona una superfície reproduïble que permet obtenir resultats d'enllaç consistents. Les tècniques d'activació de superfície utilitzades habitualment inclouen activació plasmàtica, tractament de la flama i l'imprimació de la química humida.

## Tipus de fractura

La fractura es pot produir en diferents llocs

Hi ha diversos factors que poden contribuir a la separació de dues superfícies adherides. La llum del sol i la calor poden debilitar l'adhesiu. Els dissolvents poden deteriorar o dissoldre l'adhesiu. Les tensions físiques també poden provocar la separació de superfícies. Quan se sotmet a una càrrega, es pot produir un desmuntatge en diferents llocs de l'articulació. Els principals tipus de fractures són els següents:

### Fractura de cohesió
Fractura de cohesió s'obté si una fissura es propaga en el polímer a granel que constitueix l'adhesiu. En aquest cas, les superfícies d'ambdues adherències després de la depuració estaran cobertes per adhesiu fracturat. L'esquerda es pot propagar al centre de la capa o a prop d'una interfície. Per a aquest darrer cas, es pot dir que la fractura cohesionada és "cohesionada a prop de la interfície".

### Fractura d'adhesiu
Fractura d'adhesiu (de vegades denominada fractura interfacial) és quan es produeix una fractura dins del propi adhesiu. En la majoria dels casos, l'aparició de fractura d'un adhesiu determinat va parella amb una menor duresa de la fractura.

### Altres tipus de fractura
Altres tipus de fractura inclouen:
- El tipus "mixt", que es produeix si la fissura es propaga en alguns punts de forma cohesionada i en altres de manera interfície. Les superfícies de fractura mixta es poden caracteritzar per un determinat percentatge d'àrees adhesives i cohesionades.
- El tipus de "traçat altern de fractura", que es produeix si les esquerdes salten d'una interfície a l'altra. Aquest tipus de fractura apareix en presència de tensions prèvies de tracció a la capa adhesiva.
- La fractura també es pot produir en l'adhesiu si aquest és més dur que l'adherit. En aquest cas, l'adhesiu roman intacte i continua unit a un substrat amb restes a l'altre part. Per exemple, quan es treu una etiqueta de preu, l'adhesiu sol quedar a l'etiqueta i a la superfície. Això és una fractura de cohesió. Si, però, es queda enganxada una capa de paper a la superfície, l'adhesiu no ha fallat. Un altre exemple és quan algú intenta treure les galetes Oreo i tot el farcit queda en un costat; es tracta d'una fractura d'adhesiu, més que una fractura de cohesió.